# Fast RMX
A Fast RMX (stilizálva FAST rmx) versenyjáték, melyet a Shin’en Multimedia fejlesztett és jelentett meg, kizárólag Nintendo Switch videójáték-konzolra. Az RMX a 2015-ös Fast Racing Neo kibővített folytatása, amely 2017. március 3-án jelent meg a Nintendo eShop kínálatában, a Nintendo Switch egyik nyitócímeként. A játék tartalmazza a Neo alapértelmezett és letölthető versenypályáit, melyeket hat teljesen újjal, illetve hat „remixelttel” is kiegészít, így harminchatra növelve a pályák számát. Az RMX-t az elődjéhez hasonlóan gyakran hasonlították össze az F-Zero sorozattal.

## Fejlesztés
A játék támogatja a Nintendo Switch egyedi funkciót, köztük a nagyfelbontású rezgést, a mozgásérzékelős, az egy Joy-Conos és a Pro Controlleres irányítást, illetve a felhasználók bármikor válthatnak a kézi- és az otthoni konzolos módok között. A játék dinamikusan változó felbontást használ, otthoni konzolos módban a 1080p-s felbontást és a 60fps képfrissítést célozza meg.
A játék egyjátékos módja tizenkét kupából és harminchat versenyből áll, melyek során tizenöt járművet is meg lehet nyitni. „Hősmód” néven elérhető egy másik egyjátékos mód is, amely az F-Zero sorozathoz hasonló játékmechanikai elemeket és sokkal nagyobb nehézséget használ. Az RMX többjátékos módja legfeljebb négy játékost engedélyező osztott képernyős, valamint 2–8 játékost engedélyező helyi vezetéknélküli és interneten keresztüli módokból áll.
2017. szeptember 5-én bejelentették, hogy az RMX az elődjéhez hasonlóan ingyenes tartalombővítő frissítéseket fog kapni. Az első jelentősebb frissítés 2017. április 19-én jelent meg, melyben időmérő futamokat és internetes barátlistát adtak a játékhoz. 2017. szeptember 13-án újabb ingyenes frissítés jelent meg, mely hibajavításokon kívül hat versenypályát és két kupát adott a játékhoz, illetve a barátlistát is kibővítette.